# Alex Emenike
Alexander Emenike Nkume (Enugu, 22 januari 1989) is een Nigeriaans voetballer die als verdediger speelt.
Nkume begon zijn loopbaan bij Enugu Rangers waar hij sinds 2007 in het eerste elftal speelde (70 wedstrijden, 2 doelpunten). In de zomer van 2009 werd hij samen met zijn teamgenoot Michael Okechukwu gecontracteerd door VVV-Venlo maar door administratieve problemen in Nigeria kwam hij pas in november in Nederland. Hij speelde ook voor het Nigeriaanse team onder 20 jaar.
Op 14 april 2010 scoort hij zijn eerste doelpunt in de Nederlandse eredivisie. Hij maakte de 2-1 in de met 4-2 verloren wedstrijd tegen Roda JC. In januari 2011 weigerde hij een verhuurperiode bij Telstar. Hierna speelde hij nog maar weinig voor VVV en zijn contract liep in 2012 af. In januari 2013 kwam hij kortstondig uit voor het Finse Inter Turku. Hij kwam in één league cupduel in actie.
Hij keerde terug naar Nigeria en zou gaan spelen voor de amateurclub van zijn schoonfamilie, First Best Farmers FC. Echter kwam hij, wederom spelend als Alex Nkume, vanaf mei 2015 uit voor zijn oude club Enugu Rangers.